# Електроенергетика Словенії

## Загальна характеристика
Словенська електроенергетика спирається на атомну та теплову генерацію при високій частці гідроенергетики. Так, в середньому за десять років з 2005 по 2014 частки АЕС та ТЕС у виробництві електроенергії складали по 36 %, тоді як для ГЕС цей показник становив 27 %. Щоправда, у 2014 р. частка ТЕС різко знизилась до 25 %, що було викликане виведенням з експлуатації однієї з трьох теплоелектростанцій. Утім, у тому ж 2014 почались пускові роботи на надсучасному вугільному енергоблоку Состанжі-6 (ТЕС Шоштань), потужність якого (600 МВт) ненабагато поступається єдиному атомному блоку (730 МВт).
| Рік  | Всього | АЕС  | ТЕС  | ГЕС  | СЕС | ВЕС | Чистий імпорт | Чистий експорт | Споживання |
| 1996 | 12737  | 4562 | 4507 | 3668 | 0   | 0   | 0             | 1667           | 11070      |
| 1997 | 13178  | 5019 | 5067 | 3091 | 0   | 0   | 0             | 1696           | 11482      |
| 1998 | 13705  | 5019 | 5236 | 3450 | 0   | 0   | 0             | 1894           | 11811      |
| 1999 | 13261  | 4696 | 4826 | 3739 | 0   | 0   | 0             | 1333           | 11928      |
| 2000 | 13624  | 4761 | 5029 | 3834 | 0   | 0   | 0             | 1321           | 12303      |
| 2001 | 14466  | 5257 | 5413 | 3796 | 0   | 0   | 0             | 1772           | 12694      |
| 2002 | 14600  | 5528 | 5759 | 3313 | 0   | 0   | 0             | 1134           | 13466      |
| 2003 | 13821  | 5207 | 5657 | 2957 | 0   | 0   | 164           | 0              | 13985      |
| 2004 | 15272  | 5459 | 5718 | 4095 | 0   | 0   | 0             | 756            | 14516      |
| 2005 | 15117  | 5884 | 5772 | 3461 | 0   | 0   | 0             | 325            | 14792      |
| 2006 | 15115  | 5548 | 5975 | 3591 | 0   | 0   | 44            | 0              | 15159      |
| 2007 | 15043  | 5695 | 6082 | 3266 | 0   | 0   | 229           | 0              | 15272      |
| 2008 | 16398  | 6273 | 6107 | 4018 | 1   | 0   | 0             | 1599           | 14799      |
| 2009 | 16403  | 5739 | 5945 | 4715 | 4   | 0   | 0             | 3059           | 13344      |
| 2010 | 16440  | 5657 | 6067 | 4703 | 13  | 0   | 0             | 2120           | 14320      |
| 2011 | 16059  | 6215 | 6073 | 3706 | 66  | 0   | 0             | 1372           | 14687      |
| 2012 | 15736  | 5528 | 5958 | 4087 | 163 | 0   | 0             | 1039           | 14697      |
| 2013 | 16103  | 5300 | 5661 | 4923 | 215 | 4   | 0             | 1290           | 14813      |
| 2014 | 17437  | 6370 | 4440 | 6366 | 257 | 4   | 0             | 2743           | 14694      |

В останні роки почала активно розвиватись сонячна генерація, проте поки її частка досягла лише 1,5 %.
Споживання електроенергії стабільно зростало з 1996 по 2007. Під час світової економічної кризи 2008—2009 споживання дещо впало, за чим у 2010—2013 знову спостерігалось зростання попиту, хоча воно так і не досягнуло рівня 2007 року.
При цьому Словенія зазвичай є нетто-експортером електроенергії. За дев'ятнадцять років з 1996 по 2014 лише тричі країна змушена була виступати в ролі нетто-імпортера, причому двічі це збігалося з падінням виробництва на ГЕС.

## Теплоелектростанції на викопному паливі
З самого початку своєї історії словенська теплова генерація віддає перевагу традиційному для балканського регіону місцевому паливу — лігніту. Станом на 1999 рік вона складалась з трьох електростанцій, найновіші блоки яких відносились до 70-х років. При цьому базова генерація, що використовувала лігніт, налічувала 870 МВт, маневрові потужності на нафті — 158 МВт. Станом на 2016 рік теплова генерація зазнала докорінних змін. Усі зазначені об'єкти на лігніті виведені або плануються до швидкого виведення з експлуатації, натомість споруджено один сучасний енергоблок 600 МВт. Крім того, введені маневрові потужності на природному газі в обсязі 312 МВт.

### ТЕС Шоштань
Найбільшою словенською теплоелектростанцією була (і залишається) ТЕС Шоштань. Станом на початок 2020-х років її потужність становить 1029 МВт.

### ТЕС Трбовлє
Другою за значенням словенською ТЕС тривалий час був завод у Трбовлє, який розпочав свою роботу ще 1906 року. Як паливо електростанція використовувала вугілля копальні Засав'є. У 60-х роках завод пройшов докорінну модернізацію — починаючи з 1968 електроенергія вироблялась блоком № 2 потужністю 125 МВт. Первісно передбачалося спорудження однотипного блоку № 3, однак цьому не судилося збутися. Один лише блок № 2 через певні технічні прорахунки сильно погіршив екологічну ситуацію в районі побудови ТЕС, оскільки димар висотою 80 метрів при певних погодних умовах не забезпечував видалення викидів із вузької долини Сави. Тому в середині 70-х він був замінений новим висотою 360 метрів, який став найвищим в Європі.
Для забезпечення енергосистеми маневровими потужностями на ТЕС Трбовлє спорудили енергоблок № 4. Він складався з двох газових турбін загальною потужністю 63 МВт, які використовували як паливо продукти нафтопереробки.
А от більш пізні плани все-таки побудувати блок № 3, тільки із вибором як палива значно більш екологічного природного газу та потужністю в 400 МВт, так і не реалізували. Перевага була віддана спорудженню нового блоку № 6 на ТЕС Состанжі, після введення в дію якого у 2014 році ТЕС Трбовлє вивели з експлуатації.

### ТЕС Брестаніца
Станом на початок 2020-х років потужність станції становила 350 МВт.

## Когенерація
Станом на 2002 рік когенерація Словенії мала електричну потужність понад 200 МВт, причому більша частина відносилась до ТЕЦ Tе-Тол, яка здійснює централізоване теплопостачання столиці. Ще близько 30 % потужностей припадало на автовиробників (підприємства, які самі ж і є головними споживачами виробленої енергії). Майже вся тодішня когенерація працювала на вугіллі.
У 21 столітті словенська влада почала заохочувати розвиток когенераційних потужностей, що передусім надало поштовх створенню малих ТЕЦ. За період з 2003 до 2014 року було встановлено близько 300 одиниць когенераційного обладнання загальною потужністю 126 МВт. Паливом для нових об'єктів переважно слугує природний газ (57 %), біогаз (23 %), біомаса (18 %) і в окремих випадках біопаливо та газ, вироблений на очисних спорудах каналізації (по 1 %). Проте завдяки згаданим вище люблянській ТЕЦ та автовиробникам поки що 60 % електроенергії виробляє вугільна когенерація. В цілому на кінець 2014 потужність ТЕЦ досягла 370 МВт, а виробництво електроенергії перевищило 1,1 млрд кВт·год.
Найбільша словенська ТЕЦ Те-Тол наразі має вугільні енергоблоки загальною потужністю 124 МВт, проте у 2022 очікується запуск газових турбін потужністю 110 МВт з наступним виводом із експлуатації більшої частини застарілого обладнання.
Другою за величиною системою централізованого теплопостачання в Словенії є система міста Веленє, де розташована штаб-квартира концерну Gorenje. Саме тут у 1928 році спорудили першу словенську ТЕЦ електричною потужністю 7,5 МВт. Вона працювала понад 40 років, поки у 1971 не була виведена з експлуатації. Відтоді теплоенергію для Веле́нє постачає розташована неподалік теплоелектростанція Состанжі. Для цього на ТЕС є два окремих котли, які не беруть участі у виробництві електроенергії. Тому хоча ТЕС Состанжі і забезпечує Веленє теплом, проте не включається до складу когенерації.

## Гідроенергетика
Гідроенергетична галузь Словенії з більш ніж сторічною історією продовжує розвиватись і в XXI столітті. За період з 2002 по 2014 в експлуатацію ввели декілька ГЕС загальною потужністю 170 МВт та проєктним середньорічним виробітком електроенергії 704 млн кВт·год, що збільшило можливості словенських гідроелектростанцій більш ніж на 20 %. В цей же період ввели в експлуатацію першу в країні ГАЕС потужністю 185 МВт та плановим річним виробітком електроенергії 426 млн кВт·год.